# Merian C. Cooper
Pour les articles homonymes, voir Cooper et Merian.
Merian C. Cooper (Jacksonville (Floride), 24 octobre 1893 – San Diego (Californie), 21 avril 1973), est un aventurier, aviateur, producteur, scénariste, réalisateur et directeur de la photographie américain.
Ayant vécu brièvement en Pologne en tant que mercenaire dans la guerre soviéto-polonaise, il est aussi le père de l'écrivain polonais Maciej Słomczyński (1922-1998).

## Biographie

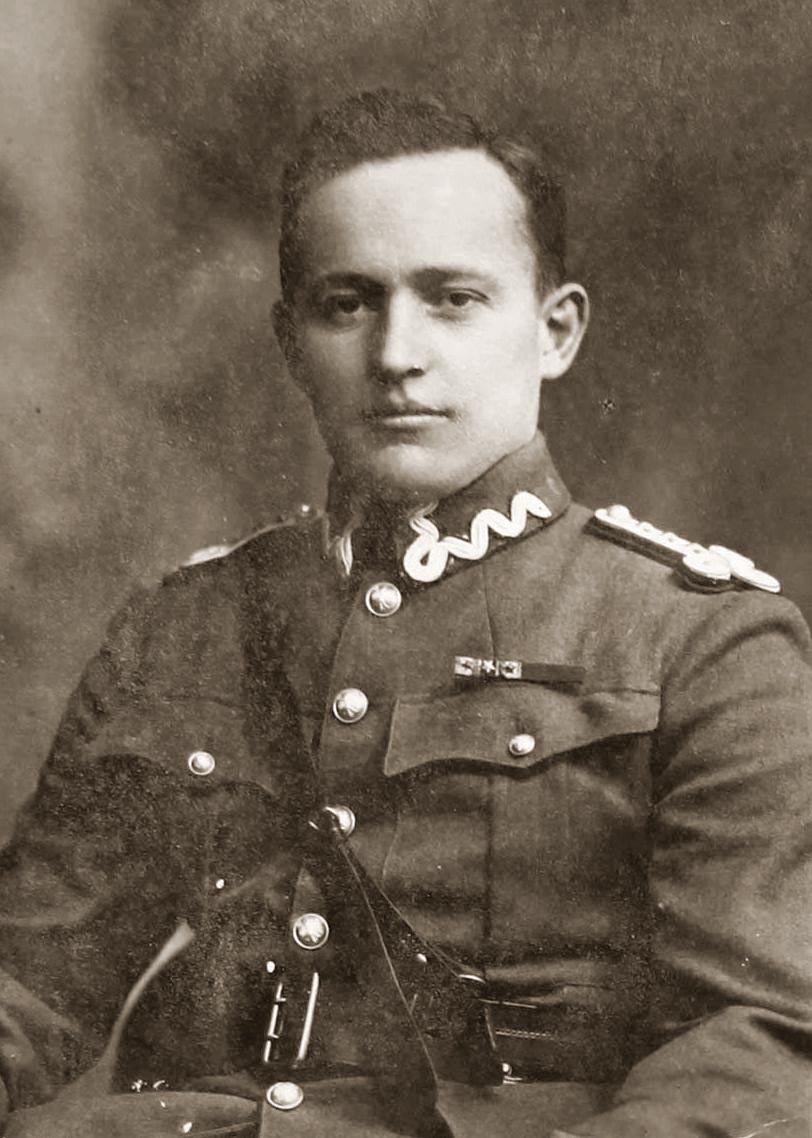
Merian C. Cooper en 1920.

### Origines
Merian Caldwell Cooper naît à Jacksonville en 1893.  

### Vie militaire et aventurière
Il fait l'école navale d'Annapolis dont il est exclu en 1915. Avant de participer à la Première Guerre mondiale dans l'aviation (les États-Unis entrent en guerre en 1917), il sort de la Georgia School avec un diplôme de technicien. Il est fait prisonnier, avant d'être libéré à la fin du conflit. Du premier conflit mondial, il sort avec le grade de lieutenant-colonel.  
En 1919, il rencontre le futur réalisateur Ernest B. Schoedsack, sur un quai de gare à Vienne (Autriche).  
En 1920, il intègre l'armée polonaise pour combattre l'Armée rouge qui a envahi la Pologne et est à l'origine de la création de l'escadrille de volontaires américains « Kosciuszko », en hommage au général polonais Tadeusz Kościuszko qui participa notamment à la guerre d'indépendance des États-Unis au XVIIIe siècle. L’efficacité de sa formation contre les troupes soviétiques est telle que sa tête est mise à prix. Son avion ayant été abattu le 13 juillet 1920, il passe neuf mois dans un camp soviétique de prisonniers sous une fausse identité. C'est là où il aurait lu le conte Le Crocodile de Korneï Tchoukovski, qui aurait pu lui inspirer le personnage de King Kong. L’espionne américaine Marguerite Harrison, jadis rencontrée à Varsovie, lui vient en aide. Il réussit miraculeusement à s’évader, à quitter Moscou, à traverser l’Europe et gagner Londres, où il retrouve Ernest B. Schoedsack de retour, lui, de la débâcle ukrainienne. 

### Carrière et participation au second conflit mondial
En 1925 et 1927, Merian C. Cooper et Ernest B. Schoedsack réalisent ensemble les documentaires Grass: A Nation's Battle for Life et Chang, puis le célèbre King Kong en 1933, film dans lequel Cooper apparaît furtivement en pilote abattant Kong au sommet de l'Empire State Building. Cooper continue à produire et à réaliser tout en innovant techniquement (le Technicolor trois bandes et le Cinérama en fin de carrière). En 1939, il fonde avec le réalisateur John Ford la compagnie de production cinématographique Argosy Pictures (qui produira notamment Rio Grande en 1950).
Mais l'homme étant un aventurier, avec le début de la Seconde Guerre mondiale, il intègre les Tigres volants en 1941. Il prend sa retraite du cinéma en 1962 et s'installe dans une petite maison de l'armée dans la baie de San Diego (Californie). 
En 1971, il rend un dernier hommage au compositeur Max Steiner. 

### Mort
Merian C. Cooper meurt d'un cancer en 1973. 

### Vie privée
De 1933 jusqu'à sa mort, Merian C. Cooper a été marié à l'actrice américaine Dorothy Jordan (1906-1988).

## Filmographie

### Comme producteur
- 1925 : Grass: A Nation's Battle for Life d'Ernest B. Schoedsack
- 1927 : Chang de Merian C. Cooper et Ernest B. Schoedsack
- 1932 : Les Chasses du comte Zaroff d'Ernest B. Schoedsack et Irving Pichel
- 1932 : Le Fantôme de Crestwood de J. Walter Ruben
- 1933 : Lucky Devils (en) de Ralph Ince
- 1933 : King Kong de Merian C. Cooper et Ernest B. Schoedsack
- 1933 : Diplomaniacs (en) de William A. Seiter
- 1933 : La Chaîne d'argent (The Silver Cord) de John Cromwell
- 1933 : La Main de singe de Wesley Ruggles et Ernest B. Schoedsack
- 1933 : Professional Sweetheart de William A. Seiter
- 1933 : Croisière sentimentale de Mark Sandrich
- 1933 : Emergency Call (en) d'Edward L. Cahn
- 1933 : La Revanche du cœur de Gregory La Cava
- 1933 : Cross Fire (en) d'Otto Brower
- 1933 : La Femme aux gardénias de John Cromwell
- 1933 : Flying Devils (en) de Russell Birdwell
- 1933 : Le Docteur Cornélius d'Irving Pichel
- 1933 : No Marriage Ties (en) de by J. Walter Ruben
- 1933 : Midshipman Jack de Christy Cabanne
- 1933 : Gloire éphémère de Lowell Sherman
- 1933 : Dans la purée de Londres d'Ernest B. Schoedsack
- 1933 : Idylle sous les toits de William A. Seiter
- 1933 : One Man's Journey de John S. Robertson
- 1933 : Ann Vickers de John Cromwell
- 1933 : Flaming Gold (en) de Ralph Ince
- 1933 : Aggie Appleby, Maker of Men (en) de Mark Sandrich
- 1933 : Headline Shooter (en) de Otto Brower
- 1933 : Ace of Aces (en) de J. Walter Ruben
- 1933 : Les Sacrifiés de George Archainbaud
- 1933 : Chance at Heaven de William A. Seiter
- 1933 : Les Quatre Filles du docteur March de George Cukor
- 1933 : The Right to Romance (en) de Alfred Santell
- 1933 : If I Were Free d'Elliott Nugent
- 1933 : Le Fils de Kong d'Ernest B. Schoedsack
- 1933 : Carioca de Thornton Freeland
- 1934 : The Meanest Gal in Town (en) de Russell Mack
- 1934 : Long Lost Father d'Ernest B. Schoedsack
- 1934 : Deux tout seuls d'Elliott Nugent
- 1934 : Hips, Hips, Hooray! (en) de Mark Sandrich
- 1934 : La Patrouille perdue de John Ford
- 1934 : Keep 'Em Rolling (en) de by George Archainbaud
- 1934 : This Man Is Mine de John Cromwell
- 1934 : Mademoiselle Hicks de John Cromwell
- 1934 : Kentucky Kernels (en) de George Stevens
- 1934 : Success at Any Price (en) de J. Walter Ruben
- 1934 : Filles d'Amérique de George Nichols Jr. et Wanda Tuchock
- 1935 : La Source de feu de Lansing Colton Holden Jr. (en) et Irving Pichel
- 1935 : Les Derniers Jours de Pompéi d'Ernest B. Schoedsack et Merian C. Cooper
- 1936 : Le Danseur pirate de Lloyd Corrigan
- 1938 : Frou-frou de Richard Thorpe
- 1940 : Docteur Cyclope d'Ernest B. Schoedsack
- 1947 : Dieu est mort de John Ford
- 1948 : Le Massacre de Fort Apache de John Ford
- 1948 : Le Fils du désert de John Ford
- 1949 : Monsieur Joe d'Ernest B. Schoedsack et Merian C. Cooper
- 1949 : La Charge héroïque de John Ford
- 1950 : Le Convoi des braves de John Ford
- 1950 : Rio Grande de John Ford
- 1952 : L'Homme tranquille de John Ford
- 1952 : Place au Cinérama de Merian C. Cooper
- 1953 : Le soleil brille pour tout le monde de John Ford
- 1956 : La Prisonnière du désert de John Ford
- 1956 : Seven Wonders of the World (en) (documentaire en Cinérama) de Tay Garnett, Paul Mantz, Andrew Marton, Ted Tetzlaff et Walter Thompson
- 1963 : Best of Cinerama de (réalisateur inconnu)

### Comme scénariste
- 1927 : Chang (Chang: A Drama of the Wilderness) de Merian C. Cooper et Ernest B. Schoedsack

### Comme réalisateur
- 1925 : Grass: A Nation's Battle for Life coréalisé avec Ernest B. Schoedsack
- 1927 : Chang (Chang: A Drama of the Wilderness) coréalisé avec Ernest B. Schoedsack
- 1929 : Les Quatre Plumes blanches (The Four Feathers) coréalisé avec Ernest B. Schoedsack et Lothar Mendes
- 1933 : King Kong coréalisé avec Ernest B. Schoedsack
- 1935 : The Last Days of Pompeii coréalisé avec Ernest B. Schoedsack
- 1952 : Place au Cinérama coréalisé avec Ernest B. Schoedsack et Gunther von Fritsch

### Comme directeur de la photographie
- 1925 : Grass: A Nation's Battle for Life
- 1929 : Captain Salisbury's Ra-Mu
- 1929 : Les Quatre Plumes blanches (The Four Feathers)

### Apparition à l'écran
- 1933 : King Kong : un pilote qui abat Kong